# 萨曼德·吉布呼楞
萨曼德·吉布呼楞（Samandin Javhlan，1980年2月21日—）蒙古国乌布苏省乌兰固木人，蒙古国歌手、政治人物。

## 生平
1980年2月21日，吉布呼楞生于乌布苏省乌兰固木，在五个兄弟姐妹中排行第四，有一个哥哥、两个姐姐、一个妹妹。父亲是工程师兼诗人，母亲是历史和地理学家。1997年，在乌兰固木读完十年制中学，并前往首都乌兰巴托发展，进入艺术大学学习歌剧专业。2003年毕业，获得学士学位，由此成为职业歌手。2006年获得硕士学位。在大学期间，他和同班的白斯古楞（Түвшинжаргалын Баясгалан）搭档并开始组合演唱，在2000年以《Мөнхрөх ч биш дээ хоёулаа》（我们又不会永恒）、《Хонгорхон үр минь》（亲爱的宝贝）两首歌开始被歌迷熟悉。2001年的《Насны хайр》（一生的爱）令他们在蒙古地区成名。2009年，吉布呼楞获蒙古国功勋艺术家（Монгол улсын гавьяат жүжигчин）称号。
2009年，他作为独立候选人在乌兰巴托市青格尔泰区的国家大呼拉尔补选中获得3.8%的选票，未能当选。在2012年国家大呼拉尔选举中，他作为蒙古人民革命党候选人在乌布苏省参选，获得11.36%（4251 张）的选票，未能当选。2016年，他以独立候选人身份当选国家大呼拉尔委员，任期四年，成为2016年国家大呼拉尔选举中唯一一位成功当选的独立候选人。

## 作品
吉布呼楞的主要音乐专辑有：
- «Харин ...» (2004)
- «Хүүгийн бодол» (2005)
- «Исгэрээ» (2006)
- «Самандын Жавхлан» (2006)
- «Би Монгол хүн» (2006)
- «Чононгоо» (2007)
- «Надаас чамд» (2008)
- «Хайрын талст» (2008)
- «Өмөлзөж харамлах нутаг» (2010)
- «Гал Дуудсан Монгол Аяалгуу» (2012)
- «Нутгаа санасан Монгол»
- «Хамаг монгол» (2014)